# 토르켈 인 하비

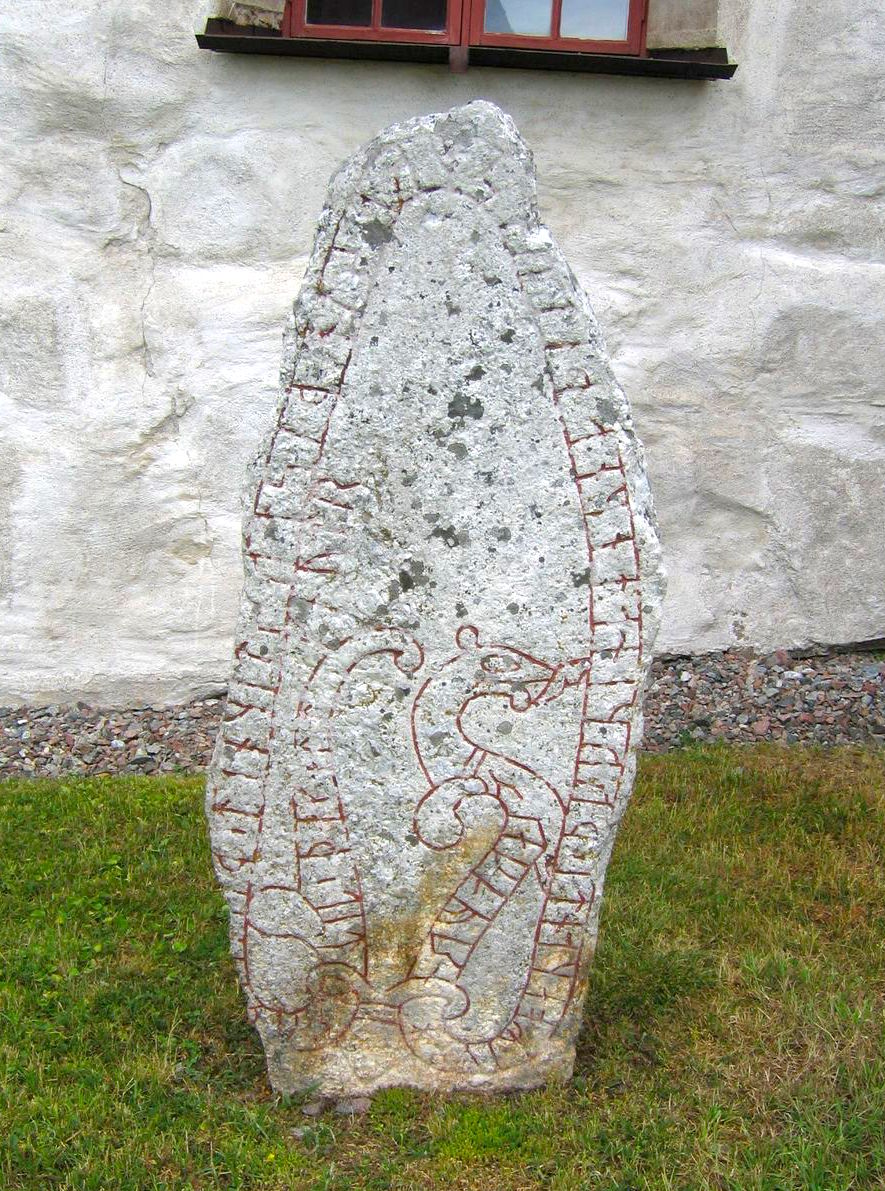
스웨덴 우플란드에 소재한 룬돌 U 344는 울프(Ulfr)라는 바이킹이 세운 것으로, 울프는 이 룬돌 각석 내용에서 토르켈 인 하비, 스코글라르 토스테, 크누트 인 리키가 잉글랜드에서 공물을 뜯어낸 것을 기념하고 있다.

토르켈 인 하비(고대 노르드어: Þorke(ti)ll inn hávi, 노르웨이어: Torkjell Høge, 스웨덴어: Torkel Höge, 덴마크어: Torkild den Høje, 영어: Thorkell the High)는 바이킹 시대의 영향력 있는 영주이다. 스코네의 군장 스트루트하랄드의 아들이고 야를 시그발디와는 형제지간이다. 발트해 볼린섬의 욤스보르그라는 성채에 웅거한 해적집단 욤스바이킹의 두목이었다.